# Heinrich Weber (Caritaswissenschaftler)
Heinrich Weber (* 20. Oktober 1888 in Röllinghausen, heute Ortsteil von Recklinghausen; † 29. August 1946 in Münster) war ein deutscher katholischer Theologe, Sozialethiker und Caritaswissenschaftler sowie Hochschullehrer.

## Leben
Heinrich Weber war der Spross einer seit Generationen in der Region Recklinghausen ansässigen Lehrerfamilie. Er hatte drei Geschwister. Zunächst ging er auf die von seinem Vater als Hauptlehrer geführte Volksschule, dann an das humanistisch ausgerichtete Gymnasium Petrinum Recklinghausen.
Nach dem 1908 erlangten Reifezeugnis studierte Weber Philosophie und Theologie an der Universität Münster. Am 1. Juni 1912 weihte ihn Felix von Hartmann, damals Bischof von Münster und später Kölner Kardinal und Erzbischof, zum Priester. Anschließend war er als Kaplan in Münster tätig. Im Ersten Weltkrieg war er als Sanitäter, in der Vermisstennachforschung und als Lazarettpfarrer eingesetzt.
Am 17. Dezember 1916 wurde Weber Diözesansekretär des im selben Jahr gegründeten Caritasverbandes des Bistums Münster. Er organisierte dort die Kinderlandverschickung von rund 60.000 Stadtkindern. Ab 1916 unterrichtete er an der Sozialen Frauenschule (eine der Vorläuferinnen der heutigen KatHo NRW) in Münster Volkswirtschaftslehre und Wohlfahrtskunde. Nebenher hielt er in kirchlichen Kreisen viele Vorträge zu Themen aus dem Bereich Soziales und Wohlfahrtspflege. Zugleich begann er noch im selben Jahr, an der Münsteraner Universität Rechts- und Staatswissenschaften zu studieren. Seine Promotion zum Dr. rer. pol. erfolgte 1919 bei dem Wirtschaftswissenschaftler Josef Schmöle (Referat) und dem Soziologen und Staatswissenschaftler Johann Plenge (Korreferat). In seiner Dissertation „Das Lebensrecht der Wohlfahrtspflege“ trat er für eine freie Wohlfahrtspflege in Ergänzung zu einer ausschließlich staatlich gelenkten Organisation ein.
1920 wurde er zunächst zum Geschäftsführer des neu gegründeten Ausschusses für Jugend- und Wohlfahrtspflege am „Staatswissenschaftlichen Institut“ ernannt und kurz darauf zum Direktor des Caritasverbandes des Bistums Münster. In dieser Funktion war er Mitglied im Zentralrat und Zentralvorstand des Deutschen Caritasverbandes. Im Folgejahr habilitierte er sich, wiederum in Münster, als Privatdozent für „Soziales Fürsorgewesen“. In seiner Habilitationsschrift „Akademiker und Wohlfahrtspflege im deutschen Volksstaat“ forderte er die Einführung des Lehrfaches Wohlfahrtskunde an Universitäten. Seine Antrittsvorlesung hielt er am 13. Dezember 1921 über „Die Wohlfahrtspflege als Resultate der Wirtschafts- und Staatsentwicklung“. Ebenfalls 1921 wurde Weber Vorsitzender des Fachausschusses Caritaswissenschaft des Deutschen Caritasverbandes. Bereits ein Jahr später promovierte er an der Universität Tübingen bei dem Moral- und Pastoraltheologen Otto Schilling zum Dr. theol. mit dem Thema „Die religiös-ethischen Grundlagen der Fürsorgearbeit in Judentum und Christentum“. Noch 1922 erhielt er vom preußischen Kultusminister Carl Heinrich Becker die Berufung auf eine ordentliche Professur an der rechts- und staatswissenschaftlichen Fakultät in Münster, verbunden mit einem Lehrauftrag für christliche Gesellschaftslehre an der katholisch-theologischen Fakultät (Nachfolger von Franz Hitze, der Weber selbst für die kurzzeitig vakante Position vorgeschlagen hatte). Schon 1922 promovierte Benedikt Kreutz, der Präsident des Deutschen Caritasverbandes, bei ihm.
Ab 1923 bis 1936 war Heinrich Weber Erster Vorsitzender des Diözesan-Caritasverbandes Münster. 1923 verfasste er einen Kommentar zum 1924 in Kraft tretenden Reichsjugendwohlfahrtsgesetz, in dem er die Wichtigkeit einer Ergänzung rein reagierender „Jugendfürsorge“ um die Vorbeugung („Jugendpflege“, heute würde man Jugendsozialarbeit sagen) hervorhob. 1924 übernahm er, gemeinsam mit Werner Friedrich Bruck, die Leitung des 1924 gegründeten „Instituts für Wirtschafts- und Sozialwissenschaften“, der Nachfolgeeinrichtung des von Johann Plenge geführten „Staatswissenschaftlichen Instituts“. Er gab dort in Zusammenwirken mit Werner Friedrich Bruck und anderen zahlreiche Schriftenreihen und Einzelpublikationen vor allem zum Themenkreis Fürsorge und Arbeitsmarkt heraus. Zusammen mit Richard Woldt leitete er auch das Seminar für Gewerkschaftswesen an seinem Institut.
1924 wurde Weber auch die Lehre der wirtschaftlichen Staatswissenschaften (Volkswirtschaft) übertragen. Weber wurde gemeinsam mit Bruck sowohl Studienleiter als auch Mitglied des Verwaltungsrates der neu gegründeten Westfälischen Verwaltungsakademie, die eng mit dem Institut für Wirtschafts- und Sozialwissenschaften verbunden war. 1925 rückte er in die Position des geschäftsführenden Direktors.
Weber initiierte 1929 auch den „Westfälische Wandererdienst“ (Wanderarbeiter- und Obdachlosenunterstützung), eine Fachabteilung der Diözesanverbände Münster und Paderborn, und wurde dessen Vorsitzender. Ebenfalls 1929 ernannte man ihn zum Vorsitzenden der Finanzkommission des Deutschen Caritasverbandes.
1930 verfasst er das Lehrwerk „Einführung in die Sozialwissenschaften“, in dem er ein eigenes System der Sozialwissenschaft entwarf, das als Vorläufer und bedeutende Grundlage der wissenschaftlichen Sozialarbeit, der neuen Teildisziplin der praktischen Sozialwissenschaften, angesehen wird. Da er sie mit moraltheologischen und pastoraltheologischen Erkenntnissen verknüpfte, trug er so auch wesentlich zur Begründung der Caritaswissenschaft bei.
Gemeinsam mit dem Hygieniker Karl Wilhelm Jötten, der später auch rassenhygienische Formulierungen gebrauchte, gab Weber 1932 ein „Lehrbuch der Gesundheitsfürsorge“ heraus, in dem er neben einer Betonung der Gesundheits- und Behindertenfürsorge die Sozialhygiene als Gegenpol zur Rassenhygiene setzte.
Nach der „Machtergreifung“ wurde er auf Betreiben und Drohungen der Nationalsozialisten in die katholisch-theologische Fakultät versetzt und musste die Leitung des Instituts für Wirtschafts- und Sozialwissenschaften abgeben. Noch im Dezember 1934 verteidigte Weber unter Verweis auf das Reichskonkordat vom 20. Juli 1933 das Recht der Kirche auf Durchführung von Caritasarbeit als „Wesensbestandteil der kirchlichen Aufgaben und Zwecke“. „Wer die Caritas der Kirche zerschlagen will, muß zuerst die Kirche selbst zerschlagen“ (Zeitschrift „Caritas“, Dezember 1934). Unter dem Druck des NSD-Studentenbundes gab Weber 1935 eine Tätigkeit im „Förderausschuß des Studentenwerkes Münster e.V.“ auf. Im selben Jahr setzte ihn Kardinal Karl Joseph Schulte als ehrenamtlichen Leiter der Bischöflichen Finanzkammer der Kirchenprovinz Köln mit Sitz in Münster ein. Gleichfalls noch 1935 kritisiert Weber öffentlich einen Amtsleiter im Hauptamt für Volkswohlfahrt, der die kirchliche Caritas auf Betreuung der „Erbkranken und Asozialen“ beschränken wollte.
Zum Wintersemester wurde Weber dann auf einen Lehrstuhl für Caritaswissenschaft an der katholisch-theologischen Fakultät der Universität Breslau zwangsversetzt, wohl um seinen großen Einfluss im Westfälischen zu unterbinden. Seinen Lehrstuhl in Münster übernahm Peter Tischleder. Die Kirche überließ Weber aber nach wie vor von Breslau aus die Leitung der Münsteraner Finanzkammer. Im November 1936 begann er in Breslau mit den ersten Ausbildungen für künftig in der Kirchenverwaltung tätige Geistliche, außerdem betrieb er umfangreiche Forschungen und war als Gutachter tätig. 1937 wurde ihm zusätzlich die Professur für Pastoraltheologie übertragen. Bis 1938 arbeitete Weber an der Herausgabe eines mehrbändigen Lehr- und Handbuches zur Caritaswissenschaft. In diesem betonte er nochmals den Gegensatz zwischen den Auffassungen des Nationalsozialismus und der katholischen Kirche zur Caritas: „Im Sinne des Christentums ist jeder Mensch auch der fernste, unser Nächster, gleichviel auf welchem Erdteil er wohnt, welchem Volke, welcher Rasse, welcher Nation, welchem Stande und welcher Klasse er angehört.“ (S. 145ff.). Durch kriegsbedingte Umstände ist nur der erste Band dieses Werkes heute erhalten. Der Breslauer Kardinal Adolf Bertram beauftragte Weber mit der Organisation und Planung des „Instituts für kirchliche Verwaltung und Finanzwirtschaft“, das mehrere Schriftenreihen zur Kirchenverwaltung herausgab. Allein 1940/41 fertigte das Institut mehr als 800 Gutachten zu unterschiedlichsten Rechtsfragen. Gemeinsam mit Benedict Kreutz trug Weber auch bis 1945 zum finanziellen Überleben des Caritasverbandes bei, dem bis 1938 nach und nach alle Subventionen gestrichen sowie die Gemeinnützigkeit abgesprochen worden war und das zugleich mit hohen Steuerzahlungen belegt wurde.
Nach Kriegsende übernahm Weber wieder den Lehrstuhl für „Volkswirtschaft unter besonderer Berücksichtigung der sozialen Caritaswissenschaften“ an der Fakultät für Rechts- und Staatswissenschaften der Universität Münster. Nach Webers Tod blieb der Lehrstuhl für Christliche Sozialwissenschaften zunächst mehrere Jahre vakant und wurde dann Joseph Höffner, dem späteren Bischof von Münster und Kardinal von Köln, übertragen.
Weber begründete darüber hinaus 1946, zusammen mit Unternehmern aus der Industrie und Kommunalpolitikern aus dem Ruhrgebiet, die von dem Soziologen und Arbeitswissenschaftler Otto Neuloh initiierte und in Dortmund angesiedelte Sozialforschungsstelle an der Universität Münster und wurde deren erster Direktor. Auf Antrag von Weber wurde die Forschungsstelle dem Institut für Wirtschafts- und Sozialwissenschaften in Münster angegliedert.

## Nachleben
In Hamburg besteht ein Heinrich-Weber-Forschungskreis e.V., der sich zum Ziel gesetzt hat, Leben und Werk von Heinrich Weber zu erforschen. Präsident des Vereins ist Manfred Hermanns. In Recklinghausen zeichnet Webers ehemalige Schule, das Gymnasium Petrinum, besonders engagierte Schüler mit dem Heinrich-Weber-Preis aus.

## Schriften (Auswahl)
- Sozial-caritative Frauenberufe. Freiburg i.Br.: Caritas-Verl. 1918, 2. Aufl. 1919.
- Das Lebensrecht der Wohlfahrtspflege (Staatswissenschaftliche Beiträge 6). Essen: Baedeker 1920.
- Akademiker und Wohlfahrtspflege im Volksstaat (Habil.Schr.). Essen: Baedeker 1922.
- Die Wohlfahrtspflegerin (Am Scheidewege. Berufsbilder, hrsg. von Hans Vollmer). Berlin-Wilmersdorf: Paetel 1922.
- Die religiös-ethischen Grundlagen der Fürsorgearbeit im Judentum und Christentum. Theol. Diss. der Univ. Tübingen 1922 (unveröffentl. Manuskript im Univ.archiv Tübingen UAT 184).
- Jugendfürsorge im Deutschen Reich. Einführung in Wesen und Aufgaben der Jugendfürsorge und das neue Reichsjugendwohlfahrtsgesetz (Schriften zur deutschen Politik 6/7). Freiburg i. Br.: Herder 1923.
- Grundsätzliches zur Neuregelung des öffentlichen Unterstützungswesens. In: Soziale Praxis und Archiv für Volkswohlfahrt, Jg. XXXII (1923), Sp. 131–136.
- Das kommunale Jugendamt. Köln: Kommunal-Schriften-Verl. 1924.
- Die Zusammenarbeit der öffentlichen und privaten Wohlfahrtspflege. In: Gegenwartsfragen der Wohlfahrtspflege (Beiträge zur sozialen Fürsorge 1), Münster: Aschendorff 1925, S. 109–122.
- Die Westfälische Verwaltungsakademie. In: Das Beamtenbildungswesen und die Westfälische Verwaltungsakademie. H. 1 der Schriftenreihe der Westf. Verwaltungsakademie, hrsg. von W[erner], F[riedrich] Bruck u. H[einrich] Weber, Münster: Verl. der Westf. Verwaltungsakademie 1925, S. 25–38.
- Abbau der Wohlfahrtspflege (Schriften der Kommunalpolitischen Vereinigung 4). Köln: Kommunal-Schriften-Verl. o. J. [1926].
- Die Herrschaft christlicher Grundsätze im Wirtschaftsleben. In: Die Reden gehalten in den öffentlichen und geschlossenen Versammlungen der 65. Generalversammlung der Katholiken Deutschlands zu Breslau 21.–25. August 1926. Würzburg: Fränkische Gesellschaftsdruckerei 1926, 91–97. Wieder abgedruckt in: Franz Furger (Hrsg.), Akzente christlicher Sozialethik. Schwerpunkte und Wandel in 100 Jahren „Christlicher Sozialwissenschaften“ an der Univ. Münster. Münster: Lit 1995, S. 41–48.
- Das kommunale Jugendamt. 2. Aufl. Köln: Kommunal-Schriften-Verl. 1927.
- Die katholische Anstaltsfürsorge im Bistum Münster. Düsseldorf: Lindner o. J. [1928].
- Caritas und Wirtschaft. Freiburg i. Br.: Caritasverl. 1930.
- Einführung in die Sozialwissenschaften. Berlin: Gersbach & Sohn o. J. [1930].
- zus. mit Peter Tischleder: Handbuch der Sozialethik. Bd. 1 Wirtschaftsethik. Essen: Baedeker 1931.
- Streit und Wahrheit um die deutsche Sozialversicherung. Freiburg: Caritas-Verl. 1931.
- Betriebsführung in caritativen Anstalten (Der Wirtschaftsprüfer 5). Berlin: Julius Springer 1933.
- Das Wesen der Caritas (Caritaswissenschaft Bd. 1). Freiburg: Caritas-Verl. 1938.